# Lil Xan
 (décembre 2021).
Lil Xan, de son vrai nom Nicholas Diego Leanos, est un rappeur américain, né le 6 septembre 1996 à Redlands, en Californie.
Il se fait mondialement connaître en 2017 avec le titre Betrayed, certifié single de platine aux États-Unis et accumulant plus de 592 millions de vues sur YouTube.

## Biographie

### Enfance et adolescence
Nicholas Diego Leanos naît le 6 septembre 1996 de parents mexicains. Leanos grandit à Redlands, en Californie, dans des conditions très précaires, ses parents étant très pauvres, ils se logent dans des motels.  Adolescent, il fréquente le lycée local Redlands East Valley, qu'il abandonne dès la première année.  À la suite de cela, il trouve un emploi comme nettoyeur de rue, vend de la drogue et s'improvise photographe de concert. Un jour, Leanos se fait voler son appareil photo lors d'un concert et débute ainsi une carrière dans le rap dans le but de gagner le nécessaire pour acheter un nouvel appareil photo. Toutefois, Leanos se prend de passion pour le rap et n'arrête pas de rapper une fois la somme atteinte.

#### Carrière
Accro aux anxiolytiques, Leanos opte pour le nom de « Lil Xan », un nom directement dérivé du Xanax, une drogue de prescription.
Il commence à poster ses titres sur la plateforme SoundCloud en 2016 et se fait rapidement un nom dans la scène underground avant de connaître un grand succès avec le titre Betrayed, produit par Bobby Johnson, un chant « anti-Xanax ». En novembre 2017, Lil Xan signe chez Columbia Records. Fort de son succès nouveau, Lil  Xan dévoile tour à tour les titres Far, Slingshot, No Love et Wake Up, avant de sortir son premier album studio, intitulé Total Xanarchy, le 6 avril 2018. L'album reçoit un accueil très mitigé par la presse spécialisée, Luke Morgan Britton de New Musical Express décrivant l'album comme « un test de tolérance », quand Ben Beaumont-Thomas du quotidien The Guardian déplore « un rap misogyne, un penchant pour le cliché et absolument aucune bonne parole ».
Le 8 juillet 2018, Lil Xan sort une mixtape composée de 7 titres intitulée Heartbreak Soldiers.
Le 15 novembre 2018, il sort une nouvelle mixtape intitulée Xanarchy Militia, et annonce son intention de suivre une cure de désintoxication,,.

## Controverse

### Commentaire sur Tupac Shakur
En février 2018, à l'occasion d'une interview accordée à Revolt TV, Lil Xan a dû noter plusieurs thèmes sur une échelle de 1 à 9. Ainsi, lorsqu'il lui est demandé de noter la figure emblématique du rap américain des années 1990 Tupac Shakur, Lil Xan lui accorde un 2/9 déclarant que « sa musique est ennuyante ». Cette déclaration lui vaut les foudres de la communauté hip-hop, notamment des rappeurs Waka Flocka Flame voulant « bannir Lil Xan du hip-hop », T.I. déplorant « un manque de respect de la nouvelle génération pour l'ancienne », et Rich Homie Quan citant Lil Xan comme étant le plus mauvais rappeur actuel,,.

## Vie privée
De juillet à septembre 2018, Lil Xan est en couple avec la chanteuse Noah Cyrus,,. Le couple s'est séparé à la suite d'accusations mutuelles de tromperie,.

## Discographie

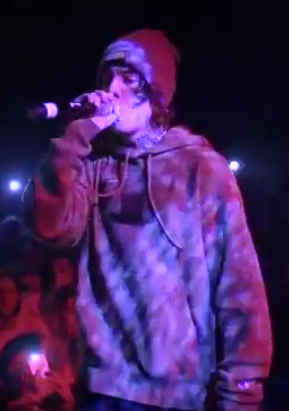
Lil Xan en concert en 2018.